# Jesús Valbuena
Jesús Valbuena (28 de julho de 1969) é um ex-futebolista venezuelano que atuava como meia.

## Carreira
Jesús Valbuena integrou a Seleção Venezuelana de Futebol na Copa América de 1995.